# Marbella Corella
Beatriz Marbella Corella Sías (Caborca, Sonora, Meksiko, 14. rujna 1988.), poznatija kao Marbella Corella, meksička je pjevačica. U Meksiku stekla je popularnost završivši na 3. mjestu u meksičkome hit reality showu La Academia.

## Životopis
Marbella Corella rođena je u mjestu Caborca, u meksičkoj saveznoj državi Sonori, 1988. godine. Glazbom se bavi od mladih dana sudjelujući i na raznim festivalima u rodnome Meksiku. Godine 2006., nakon velike audicije, izabrana je u meksički glazbeni reality TV showu La Academia, televizijske kuće Televisión Azteca koji je te godine bio u svojoj 5. sezoni. Tijekom toga showa pjevala je "Sin él", "Si quieres verme llorar", "Lagrimas y lluvia" i ine pjesme. Nakon što je provela šest mjeseci u reality showu osvojila je treće mjesto. U natjecanju osvojila je novčanu nagradu i ugovor za snimanje studijskoga albuma s tvrtkom Warner Music. Krajem 2006. godine snimila je Mírame, svoj prvi solo album. Album je skup skup mnogih pjesama izvođenih na La Akademiji, a sadrži i DVD. Pušten je u prodaju 2007. godine. Mírame se u Meksiku uspijeva prodati u 30.000 primjeraka što mu je donijelo mjesto među prvih 50 najprodavanijih albuma u zemlji, po Amprofonu.
Godine 2008. Marbella se vratila u Sonoru i prekinula svoju pjevačku karijeru posvetivši se studiju psihologije na Universidad del Valle de México, gdje je i diplomirala 2012. godine.

### Povratak pjevanju
U prosincu 2012. godine Marbella je putom društvene mreže Twitter postavila snimku pjesme "Nostalgias" koju je snimila u suradnji sa skupinom A manera de café. Godine 2013., nakon nekoliko godina izbivanja, vratila se i javnim nastupima. Godine 2014. snimila je singl s pjesmom La que miente en tu cara koju je skladao i producirao njezin brat Juan Corella. 

## Diskografija

### Studijski albumi
- 2006.: Mírame

### Singlovi
- 2007.: Atrévete
- 2013.: Nostalgias[6]
- 2014.: La que miente en tu cara

### Kompilacije
- 2006.: La Academia Cinco: Vol. 1
- 2006.: La Academia Cinco: Vol. 2
- 2007.: La Academia le canta a José Alfredo Jiménez

### Kolaboracije
- 2006.: "Amiga" duet s Yahirom
- 2013.: "Nostalgias" s A manera de café
- 2014.: "No te pude retener" duet s Jessy

## Glazbeni video spotovi
- 2013.: Nostalgias, (pjevačica)
- 2014.: No te pude retener, (pjevačica)
- 2014.: La que miente en tu cara, (pjevačica)

## Vanjske poveznice
- Neke od Marbellinih izvedbi pjesama na goear.eu  Arhivirana inačica izvorne stranice od 1. prosinca 2018. (Wayback Machine)